# Ero valida
Ero valida là một loài nhện trong họ Mimetidae.
Loài này thuộc chi Ero. Ero valida được Eugen von Keyserling miêu tả năm 1891.